# (5049) Sherlock
(5049) Sherlock est un astéroïde de la ceinture principale. Il doit son nom au personnage de fiction, Sherlock Holmes, imaginé par Arthur Conan Doyle (1859-1930).

## Description
(5049) Sherlock est un astéroïde de la ceinture principale. Il fut découvert le 2 novembre 1981 à la station Anderson Mesa par Edward L. G. Bowell. Il présente une orbite caractérisée par un demi-grand axe de 2,20 UA, une excentricité de 0,16 et une inclinaison de 2,9° par rapport à l'écliptique.

## Compléments